# Wahgunyah Conservation Park
Wahgunyah Conservation Park är en park i Australien. Den ligger i delstaten South Australia, omkring 720 kilometer nordväst om delstatshuvudstaden Adelaide.
Trakten är glest befolkad. Det finns inga samhällen i närheten.
Stäppklimat råder i trakten. Genomsnittlig årsnederbörd är 307 millimeter. Den regnigaste månaden är februari, med i genomsnitt 65 mm nederbörd, och den torraste är oktober, med 4 mm nederbörd.